# Файзобод (Восейський район)
Файзобо́д (тадж. Файзобод) — село у складі Хатлонської області Таджикистану. Входить до складу Ґулістонського джамоату Восейського району.
Село розташоване на річці Кизилсу, через село проходить автошлях Р-27 Курбоншахід-Совет.
Назва означає благоустроєний завдяки щедрості.
Населення — 2586 осіб (2010; 2580 в 2009).